# Fluoruro di scandio
Il fluoruro di scandio è il sale di scandio dell'acido fluoridrico, di formula ScF3. A temperatura ambiente si presenta in forma di polvere bianca, insolubile in acqua. 

## Sintesi
Il fluoruro di scandio fu preparato per la prima volta da William Crookes nel 1908. Il composto si ottiene trattando ossido di scandio o idrossido di scandio con acido fluoridrico. La soluzione evaporata a secchezza va quindi disidratata sotto vuoto.
{\displaystyle {\ce {Sc(OH)3 + 3HF -> ScF3 + 3H2O}}}
Industrialmente si ottiene trattando l'ossido di scandio contenuto nel minerale thortveitite con idrogenodifluoruro d'ammonio ad alta temperatura:
{\displaystyle {\ce {Sc2O3 + 6NH4HF2 -> 2ScF3 + 6NH4F + 3H2O}}}

## Struttura e proprietà
Allo stato solido ScF3 mostra una struttura cristallina tipo ReO3, dove l'atomo di scandio è al centro di un intorno ottaedrico di sei atomi di fluoro. La costante di reticolo risulta a = 401 pm. Allo stato gassoso sono presenti molecole isolate ScF3 con struttura planare (simmetria D3h); la distanza Sc–F è 1,847 Å.
ScF3 è insolubile in acqua, ma in presenza di ioni fluoruro si scioglie formando il complesso [ScF6]3−.
ScF3 viene usato per produrre scandio metallico puro, tramite riduzione con calcio metallico:
{\displaystyle {\ce {2ScF3 + 3Ca -> 2Sc + 3CaF2}}}

## Tossicità / Indicazioni di sicurezza
ScF3 è disponibile in commercio. Il composto è tossico per ingestione, inalazione o anche per contatto con la pelle. Non ci sono dati che indichino proprietà cancerogene.